# Dyssodia
Dyssodia  es un género de plantas fanerógamas perteneciente a la familia de las asteráceas.  Comprende 89 especies descritas y de estas, solo 7 aceptadas. Es originario del continente americano.

## Descripción
Son hierbas anuales o perennes o arbustos, frecuentemente con olor fuerte; tallos postrados a erectos, simples o muy ramificados. Hojas opuestas o alternas, simples y enteras a profundamente pinnatisectas o pinnaticompuestas, variadamente punteadas con glándulas de aceite. Capitulescencias de 1–muchos capítulos pequeños a medianos, en fascículos cimosos o raramente condensados en capítulos secundarios, pedúnculos cortos a alargados, generalmente con bractéolas más pequeñas que las hojas del follaje; capítulos radiados o discoides; involucros cilíndricos a campanulados, las filarias principales en 2 series, libres o variadamente fusionadas, frecuentemente abrazadas por una serie exterior de bractéolas más pequeñas, variadamente punteadas; receptáculos planos a convexos, desnudos o fimbriados; flósculos del radio fértiles, las corolas amarillas, anaranjadas, rojas o blancas, las lígulas pequeñas a conspicuas; flósculos del disco pocos a muchos, perfectos y fértiles, las corolas regulares o desigualmente lobadas, amarillas o anaranjadas; ramas del estilo delgadas, alargadas, con apéndices varios. Aquenios cilíndricos a obpiramidales, generalmente angulados o acostillados, pubescentes; vilano de aristas, escamas, cerdas, reducido a una corona o ausente.

## Taxonomía
El género fue descrito por Antonio José de Cavanilles y publicado en Descripción de las Plantas 202. 1801[1802].	La especie tipo es: Dyssodia glandulosa caule paniculato Cav. 

## Especies aceptadas
A continuación se brinda un listado de las especies del género Dyssodia aceptadas hasta julio de 2012, ordenadas alfabéticamente. Para cada una se indica el nombre binomial seguido del autor, abreviado según las convenciones y usos.
- Dyssodia decipiens (Bartl.) M.C.Johnst. ex M.C.Johnst. & B.L.Turner
- Dyssodia greggii (A.Gray) B.L.Rob.
- Dyssodia montana (Benth.) A.Gray
- Dyssodia papposa (Vent.) Hitchc.
- Dyssodia pinnata (Cav.) B.L.Rob.
- Dyssodia porophyllum (Cav.) Cav.
- Dyssodia tagetiflora Lag.